# Poeoptera femoralis
Poeoptera femoralis е вид птица от семейство Скорецови (Sturnidae). Видът е световно застрашен, със статут Уязвим.

## Разпространение
Видът е разпространен в Кения и Танзания.